# Kámen (album)
Kámen (1996) je třetí studiové album Oborohu a po albech s biblickými žalmy (Žalmy a Spatřujeme světlo) a živém albu se Svatoplukem Karáskem Nebeská kavárna je prvním albem, na kterém výrazný podíl tvoří autorské písně kapelníka Oborohu Stanislava Klecandra. Album je velmi rozmanité, obsahuje také tři žalmy v ekumenickém překladu zhudebněné Stanislavem Klecandrem, dvě písně Svatopluka Karáska či dvě staré protestantské písně v rockovém aranžmá.

## Seznam písní
1. Vítr (Roman Dostál / Stanislav Klecandr)
2. Čtyřicátá noc (Stanislav Klecandr)
3. Co ti zjeví moje oči (Stanislav Klecandr)
4. Volám k Hospodinu (Žalm 142)
5. Jak je Bůh dobrý k Izraeli (Žalm 73)
6. Víra (tradicionál / Svatopluk Karásek)
7. Studně nepřevážená (anonym 1563 / Jan Amos Komenský)
8. Pán Bůh je síla má (anonym 1636 / anonym podle Žalmu 27, 1636)
9. Hora Karmel (Svatopluk Karásek)
10. Modlitba Noémova (Stanislav Klecandr / Carmen Bernos de Gasztold, překlad Jarmila a Zdeněk Svobodovi)
11. Kéž je nám Bůh milostiv (Žalm 67)
12. Kámen (Stanislav Klecandr)
13. Tělo (Stanislav Klecandr)

## Obsazení

### Oboroh
- Stanislav Klecandr – akustické kytary, zpěv, aranžmá
- Roman Dostál – bicí, zpěv, klavír
- Vendulka Roklová – housle, klavír, zpěv
- Jan Šebesta – hoboj, zobcové flétny, zpěv
- Viktor Martinek – violoncello, elektrická kytara, zpěv
- František Šimeček – baskytara

### Hosté
- Jaroslav Jetenský – elektrická kytara (6, 7, 9)
- Václav Klecandr – saxofon, zobcová flétna (7, 9, 13)